# زیست‌شناسی محاسباتی
زیست‌شناسی محاسباتی (انگلیسی: Computational biology) شامل توسعه و کاربرد روش‌های داده-تحلیلی و نظری، مدل‌سازی ریاضی و تکنیک‌های شبیه‌سازی محاسباتی برای مطالعه سامانه‌های زیستی، رفتاری و اجتماعی است.
این زمینه به‌طور گسترده تعریف شده و شامل مبانی در زیست‌شناسی، ریاضیات کاربردی، آمار، بیوشیمی، شیمی، بیوفیزیک، زیست‌شناسی مولکولی، ژنتیک، ژنومیک، علوم رایانه و تکامل است.
زیست‌شناسی محاسباتی متفاوت از محاسبات زیستی است که یک زیر شاخه از علوم رایانه و مهندسی رایانه با به‌کارگیری مهندسی زیست‌شناسی و زیست‌شناسی برای ساختن رایانه است، اما شبیه به بیوانفورماتیک است، که علم بین‌رشته‌ای است که از رایانه برای ذخیره و پردازش داده‌های زیستی استفاده می‌کند.

## مقدمه و معرفی
زیست‌شناسی محاسباتی که جنبه‌های گوناگون بیوانفورماتیک را شامل می‌شود، علمِ استفاده از داده‌های زیستی برای توسعهٔ الگوریتم‌ها یا مدل‌ها برای فهم سامانه‌ها و روابط زیستی است. تا چندی پیش، زیست‌شناسان به داده‌هایی با حجم زیاد دسترسی نداشتند. حالا این نوع داده، به خصوص در زیست‌شناسی مولکولی و ژنومیک متداول شده‌است. محققان قادر بودند روش‌های آنالیزی برای تفسیر داده‌های زیستی توسعه دهند، ولی فادر نبودند آن‌ها را به سرعت میان همکاران خود به اشتراک بگذارند.
بیوانفورماتیک در اوایل دههٔ ۱۹۷۰ شروع به توسعه کرد. بیوانفورماتیک علم تجزیه و تحلیل فرایندهای اطلاعاتی سامانه‌های گوناگون زیست‌شناسی است. در آن زمان، تحقیق در زمینهٔ هوش مصنوعی با استفاده از مدل‌های شبکهٔ مغز انسان به منظور تولید الگوریتم‌های جدید انجام گرفت. این استفاده از داده‌های زیستی برای توسعهٔ سایر زمینه‌ها، محققان زیستی را وادار به بازنگری ایدهٔ استفاده از رایانه‌ها برای ارزیابی و مقایسه مجموعه‌هایی با داده‌های بزرگ کرد. تا قبل از سال ۱۹۸۲، اطلاعات با استفاده از کارت‌های پانچ میان محققین به اشتراک گذاشته می‌شد. مقدار داده‌های به اشتراک گذاشته شده در اواخر دههٔ ۱۹۸۰ شروع به رشد نمایی کرد. نیاز به توسعهٔ روش‌های محاسباتی جدید بود تا به سرعت، تجزیه و تحلیل و تفسیر اطلاعات مرتبط انجام شود.
از اواخر دههٔ ۱۹۹۰، زیست‌شناسی محاسباتی تبدیل به بخش مهمی از توسعهٔ فناوری‌های در حال ظهور در زمینهٔ زیست‌شناسی شده‌است. زیست‌شناسی محاسباتی و محاسبات تکاملی اسامی مشابهی دارند، اما نباید یکی در نظر گرفته شوند. بر خلاف زیست‌شناسی محاسباتی، محاسبات تکاملی مربوط به مدل‌سازی و تجزیه و تحلیل داده‌های زیستی نیست، بلکه به جای آن الگوریتم‌های مبتنی بر ایده‌های تکامل در میان گونه‌ها را ایجاد می‌کند. گاهی از آن به عنوان الگوریتم ژنتیک یاد می‌شود و می‌تواند در زیست‌شناسی محاسباتی به کار گرفته شود. در حالی که محاسبات تکاملی ذاتاً بخشی از زیست‌شناسی محاسباتی نیست، زیست‌شناسی تکاملی محاسباتی یک زیرمجموعه از آن است.
زیست‌شناسی محاسباتی برای کمک به پیدا کردن توالی ژنوم انسان، ایجاد مدل دقیق مغز انسان و کمک به مدل‌سازی سامانه‌های زیستی استفاده شده‌است.

## زیر رشته‌ها

### آناتومی محاسباتی
آناتومی محاسباتی، رشته‌ای است که بر مطالعهٔ شکل و شکل آناتومیک در مقیاس ریخت‌شناسی آناتومیکی قابل مشاهده یا ناشناختهٔ ۵۰ تا ۱۰۰ میکرومتری تمرکز دارد که شامل توسعه و کاربرد روش‌های محاسباتی، ریاضی و داده‌های تحلیلی برای مدل‌سازی و شبیه‌سازی ساختارهای زیستی است. تمرکز آن بیشتر روی ساختارهای تشریحی در حال تصویربرداری است و نه دستگاه‌های تصویربرداری پزشکی. با توجه به در دسترس بودن اندازه‌گیری‌های متراکم سه بعدی از طریق فناوری‌هایی مانند تصویربرداری تشدید مغناطیسی، آناتومی محاسباتی به عنوان یک زیرمجموعهٔ تصویربرداری پزشکی و مهندسی زیست پزشکی برای استخراج سامانه‌های مختصات آناتومیک در مقیاس مورفوم به صورت سه بعدی شکل گرفته‌است.
فرمول‌بندی اصلی آناتومی محاسباتی به عنوان یک مدل مولد شکل و فرم از نمونه‌هایی است که از طریق تحولات عمل می‌کنند. گروه هموارریختی برای مطالعهٔ سامانه‌های مختصات مختلف به شیوهٔ تبدیل مختصات استفاده می‌شود که از طریق سرعت لاگرانژی و اویلری جریان از یک پیکر آناتومیک در {\displaystyle R^{3}} به دیگری تولید می‌شود. آناتومی محاسباتی با آمار شکل و مورفومتریک مرتبط است با این تمایز که از هموارریختی برای تبدیل سامانه مختصات استفاده می‌شود.

### مدل‌سازی سامانه‌های زیستی
مدل‌سازی سامانه‌های زیستی رشته‌ای است برای ساخت مدل‌های رایانه‌ای برای سامانه‌های زیستی. هدف مدل‌سازی سامانه‌های زیستی، توسعه و استفاده از شبیه‌سازی‌های بصری برای ارزیابی پیچیدگی سامانه‌های زیستی است. این کار از طریق استفاده از الگوریتم‌های تخصصی و نرم‌افزار تجسم انجام می‌شود. این مدل‌ها امکان پیش‌بینی نحوه واکنش سامانه‌ها در محیط‌های مختلف را می‌دهد. این کار از طریق استفاده از الگوریتم‌های مخصوص و نرم‌افزار تصویرسازی انجام می‌گیرد. این مدل‌ها به ما امکان پیش‌بینی نحوهٔ واکنش سامانه‌ها در محیط‌های مختلف را می‌دهد. این کار برای تعیین اینکه آیا یک سامانه خوش‌بُنیه است یا نه، مفید است. تعریف یک سامانه زیستی خوش‌بنیه این است که «حالت و عملکرد خود را در مقابل اختلالات خارجی و داخلی حفظ کند» که برای بقای سامانه زیستی ضروری است. مدل‌سازی سامانه‌های زیستی یک آرشیو بزرگ از چنین داده‌ها را تولید می‌کند، که امکان تجزیه و تحلیل از چندین کاربر را فراهم می‌کند. در حالی‌که تکنیک‌های فعلی روی سامانه‌های زیسیتی کوچک تمرکز می‌کنند، محققان بر روی رویکردهایی که شبکه‌های بزرگتری را تجزیه و تحلیل و مدل‌سازی می‌کنند، کار می‌کنند. اکثریت محققان معتقدند که این امر در توسعه روشهای پزشکی مدرن برای ایجاد داروهای جدید و ژن‌درمانی ضروری خواهد بود. یک رویکرد مدل‌سازی مفید، استفاده از شبکه‌های پتری با استفاده از ابزارهایی مانند esyNاست.

### ژنومیک محاسباتی(ژنتیک محاسباتی)

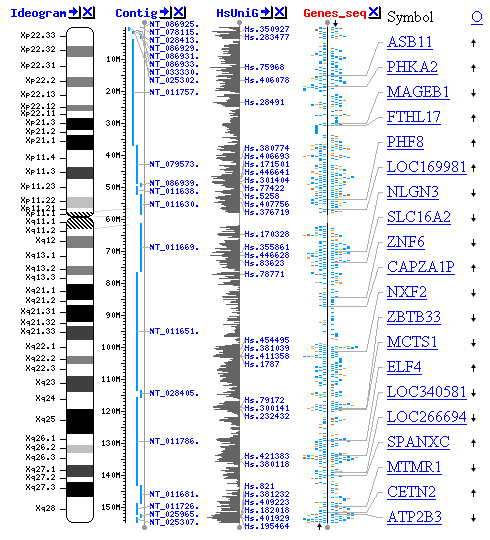
یک ژنوم توالی‌یابی شدهٔ جزئی.

ژنومیک محاسباتی یک رشته در ژنومیک است که ژنوم سلولها و موجودات را مطالعه می‌کند. گاهی اوقات از آن به عنوان ژنتیک محاسباتی و آماری یاد می‌شود و بسیاری از بیوانفورماتیک را شامل می‌شود. پروژهٔ ژنوم انسان نمونه ای از ژنومیک محاسباتی است. هدف این پروژه یافتن توالی ژنوم انسان و پیوند دادن آن به مجموعه‌ای از اطلاعات است. هنگامی که به‌طور کامل اجرا شود، می‌تواند به پزشکان اجازه دهد ژنوم یک بیمار را تجزیه و تحلیل کنند. همچنین امکان پزشکی شخصی‌سازی‌شده را از طریق تجویز درمان بر اساس الگوهای ژنتیکی موجود در فرد، فراهم می‌کند. این پروژه باعث ایجاد بسیاری از پروژه‌های مشابه شده‌است. محققان به دنبال ژنوم حیوانات، گیاهان، باکتری‌ها و سایر انواع زندگی هستند.
یکی از روش‌های اصلی مقایسهٔ ژنوم‌ها هماهنگی توالی‌ها است. همولوژی مطالعهٔ ساختارهای زیستی و توالی نوکلئوتیدی در ارگانیزم‌های مختلفی است که دارای اجداد مشترک هستند. تحقیقات نشان می‌دهد که بین ۸۰ تا ۹۰ درصد ژن‌ها در ژنوم‌های پروکاریوتی تازه تثبیت شده، می‌توانند به این طریق شناسایی شوند.
این رشته هنوز در حال توسعه است. یک موضوع بررسی نشده در توسعهٔ ژنومیک محاسباتی، تجزیه و تحلیل مناطق میان‌ژنی است. مطالعات نشان می‌دهد که تقریباً ۹۷٪ ژنوم انسان از این مناطق تشکیل شده‌است. محققان در ژنومیک محاسباتی روی فهم مناطق غیر کدگذاری و کارکرد آن‌ها کار می‌کنند.

### علوم اعصاب محاسباتی
علوم اعصاب محاسباتی مطالعهٔ کارکرد مغز از نظر خواص پردازش اطلاعات ساختارهایی است که سامانه عصبی را تشکیل می‌دهند. علوم اعصاب محاسباتی زیرمجموعهٔ رشتهٔ علوم اعصاب است، و به دنبال تجزیه و تحلیل داده‌های مغز برای ایجاد برنامه‌های عملی است. همچنین در آن به مدل کردن مغز برای بررسی انواع جنبه‌های سامانه عصبی پرداخته می‌شود. انواع مختلف مدل‌های مغز شامل موارد زیر است:
- مدل‌های واقع‌گرانه: این مدل‌ها سعی می‌کنند همهٔ جوانب مغز را نشان دهند، از جمله جزئیات دقیق در سطح سلولی تا جایی که ممکن است. مدل‌های واقع‌گرانه بیشترین اطلاعات در مورد مغز را ارائه می‌کنند، اما همچنین دارای بزرگ‌ترین حاشیه برای خطا هستند. متغیرهای بیشتر در یک مدل مغزی باعث ایجاد خطای بیشتر می‌شوند. این مدل‌ها شامل بخشی از ساختار سلولی که دانشمندان هنوز نمی‌دانند، نمی‌شوند. مدل‌های واقع‌گرانهٔ مغز سنگین‌ترین محاسبات را دارند و پرهزینه‌ترین از نظر پیاده‌سازی هستند.[۱۰]
- مدل‌های ساده‌سازی شده: این مدل‌ها سعی دارند دامنهٔ یک مدل را محدود کنند تا ارزیابی خاصیت فیزیکی خاص سامانه مغز و اعصاب صورت بگیرد. این اجازه را به ما می‌دهد تا مشکل محاسبات شدید حل شود و مقدار خطای بالقوهٔ یک مدل واقعی مغز را کاهش دهد.[۱۰]

این، کار دانشمندان علوم اعصاب محاسباتی برای بهبود الگوریتم‌ها و داده ساختارهایی است که در حال حاضر برای افزایش سرعت چنین محاسباتی استفاده می‌شود.

### داروشناسی محاسباتی
داروشناسی محاسباتی (از منظر زیست‌شناسی محاسباتی) «بررسی اثر داده‌های ژنومیک برای یافتن پیوندهای بین ژنوتیپ‌های خاص و بیماری‌ها و سپس بررسی داروپژوهی» است. صنعت داروسازی نیازمند تغییر روش‌ها برای تجزیه و تحلیل داده‌های مواد دارویی است. داروشناسان قبلاً از مایکروسافت اکسل برای مقایسهٔ اطلاعات شیمیایی و ژنومی مرتبط با اثربخشی دارو استفاده می‌کردند که الان به عنوان مانع اکسل یاد می‌شود که دلیل آن تعداد محدود خانه‌های موجود در هر صفحه است. این توسعه منجر به داروشناسی محاسباتی شد. دانشمندان و محققان روش‌های محاسباتی را برای تجزیه و تحلیل این نوع داده‌های عظیم، توسعه می‌دهند. این کار این اجازه را به ما می‌دهد تا مقایسهٔ مؤثر بین داده‌ها داشته باشیم و داروهای دقیقتری توسعه بیابند.
تحلیلگران بر این باورند که اگر داروهای اصلی به دلیل ثبت اختراعات شکست بخورند، زیست‌شناسی محاسباتی برای جایگزینی داروهای موجود در بازار ضروری خواهد بود. دانشجویان دکترا در زیست‌شناسی محاسباتی تشویق می‌شوند که به جای پست دکترا به دنبال کار حرفه‌ای در صنعت باشند. این یک نتیجهٔ مستقیم از شرکت‌های بزرگ دارویی است که نیاز به تحلیلگران خبره مجموعه داده‌های بزرگ برای تولید داروهای جدید دارد.

### زیست‌شناسی تکاملی محاسباتی
زیست‌شناسی محاسباتی به زمینهٔ زیست‌شناسی تکاملی در بسیاری از جنبه‌ها کمک کرده‌است. شامل:
- استفاده از داده‌های DNA برای بازسازی درخت زندگی از طریق فیلوژنتیک محاسباتی
- مدل‌سازی ژنتیک جمعیت (زمان رو به جلو[۱۳] یا رو به عقب) و استفاده از داده‌های DNA برای ایجاد نتیجه‌گیری در مورد تاریخچهٔ جمعیتی یا انتخابی
- مدل‌سازی ژنتیک جمعیت سامانه‌های تکاملی با استفاده از اصول پایه به منظور پیش‌بینی احتمال تکامل

### زیست‌شناسی محاسباتی سرطان
زیست‌شناسی محاسباتی سرطان یک رشته‌است که هدف آن تعیین جهش‌های ممکن در سرطان از طریق روش‌های الگوریتمی برای تحلیل داده‌ها است. تحقیقات در این زمینه منجر به بهره‌گیری از اندازه‌گیری‌ها با حجم بالا شده‌است. اندازه‌گیری با حجم بالا اجازهٔ جمع‌آوری میلیون‌ها نقطه داده با استفاده از رباتیک و دیگر دستگاه‌های حسگر را می‌دهد. این داده‌ها از DNA ،RNA و دیگر ساختارهای زیستی جمع‌آوری می‌شود. محدودهٔ تمرکز شامل تعیین ویژگی‌های تومور، تجزیه و تحلیل مولکول‌هایی که در ایجاد سرطان دخیل هستند و درک اینکه چگونه ژنوم انسان مربوط به تومور و سرطان است، است.

### روان‌پزشکی محاسباتی
روان‌پزشکی محاسباتی زمینه‌ای در حال ظهور است که از مدل‌سازی‌های ریاضی و رایانه‌ای برای مدل کردن مکانیزم‌های مغز درگیر در اختلالات روانی استفاده می‌کند. قبلاً نشان داده شده‌است که مدل‌های محساباتی نقش مهمی در درک مدارهای مغزی که کارکردها و اختلالات روانی را ایجاد می‌کنند، ایفا می‌کنند.

## ابزار و نرم‌افزارها
محققان زیست‌شناسی محساباتی از طیف گسترده‌ای از نرم‌افزارها استفاده می‌کنند. از برنامه‌های خط فرمان گرفته تا برنامه‌های گرافیکی و مبتنی بر وب.

### نرم‌افزار متن‌باز
نرم‌افزار متن‌باز یک بستر برای توسعهٔ روش‌های زیستی محاسباتی را فراهم می‌کند. به‌طور خاص، متن‌باز به این معنی است که هر فرد یا نهادی می‌تواند از نرم‌افزار توسعه یافته در تحقیق خود استفاده کنند و از آن بهره‌مند شود.
PLOS، چهار دلیل اصلی استفاده از نرم‌افزارهای متن‌باز را بازگو می‌کند:
- تکرارپذیری: این اجازه را می‌دهد تا محققان از روش دقیق استفاده شده برای محاسبهٔ روابط بین داده‌های زیستی استفاده کنند.
- توسعهٔ سریع: توسعه‌دهندگان و محققان مجبور نیستند کد موجود را بازتولید کنند و می‌توانند از برنامه‌های از قبل موجود برای توسعهٔ پروژه‌های بزرگتر استفاده کنند.
- افزایش کیفیت: داشتن ورودی محققان متعدد که روی همان موضوع تحقیق می‌کنند، یک لایه اطمینان را فراهم می‌کند که خطا در کد نخواهد بود.
- در دسترس بودن درازمدت: برنامه‌های متن‌باز به هیچ‌یک از شرکت‌های تجاری یا اختراعات وابسته نیستند. این کار این اطمینان را می‌دهد که صفحات آن‌ها در آینده در دسترس خواهد بود.[۱۸]

## کنفرانس‌ها
چندین کنفرانس بزرگ وجود دارد که با زیست‌شناسی محاسباتی ارتباط دارند. برخی از آن‌ها عبارت است از:
- ISMB
- ECCB
- RECOMB

## مجلات
مجلات متعددی وجود دارند که به زیست‌شناسی محاسباتی اختصاص یافته‌اند. برخی از نمونه‌های قابل توجه مجلهٔ زیست‌شناسی محاسباتی و PLOS است. مجلهٔ زیست‌شناسی محاسباتی PLOS یک مجلهٔ بررسی شونده است که دارای بسیاری از پروژه‌های تحقیق قابل توجه در زمینهٔ خود است. آن‌ها بازیبینی نرم‌افزارها و آموزشهای نرم‌افزارهای متن باز را فراهم می‌کنند و همچنین اطلاعات کنفرانس‌های پیش رو در این زمینه را منتشر می‌کنند. PLOS یک ژورنال دسترسی آزاد است. همه می‌توانند از مطالب آن استفاده کنند به شرط آن که به نویسنده اشاره شود. به تازگی یک مجلهٔ دسترسی آزاد زیست‌شناسی مولکولی محاسباتی راه اندازی شده‌است.

## رشته‌های مرتبط
زیست‌شناسی محاسباتی، بیوانفورماتیک و زیست‌شناسی ریاضی همه رویکردهای بین رشته‌ای برای علوم زندگی هستند که از رشته‌های کمی مانند ریاضیات و علوم اطلاعاتی بهره می‌گیرند. موسسهٔ ملی سلامت زیست‌شناسی محاسباتی/ریاضیاتی را استفاده از رویکردهای محاسباتی/ریاضیاتی برای پاسخ دادن به سوالات نظری و تجربی در زیست‌شناسی بیوانفورماتیک را کاربرد علوم اطلاعات برای درک اطلاعات پیچیدهٔ علوم زیستی توصیف می‌کند.
مؤسسهٔ ملی سلامت به‌طور خاص تعریف می‌کند:
- زیست‌شناسی محاسباتی: توسعه و کاربرد روش‌های تحلیل داده‌ای و نظری، مدل‌سازی ریاضی و تکنیک‌های شبیه‌سازی محاسباتی به منظور مطالعهٔ سامانه‌های زیستی، رفتاری و اجتماعی.

بیوانفورماتیک: تحقیق، توسعه یا استفاده از ابزار و رویکردهای محاسباتی برای گسترش استفاده از اطلاعات زیستی، پزشکی، رفتاری یا سلامت، و از جمله شامل آن‌هایی که برای به دست آوردن، ذخیره، سازماندهی، آرشیو، تجزیه و تحلیل یا تجسم چنین داده‌ها استفاده می‌شود.
- هر دو رشته از هم دیگر مجزا هستند با این حال هم‌پوشانی قابل توجهی میان آن دو وجود دارد.